# Nikotinski receptor
Nikotinski receptorji so receptorji v vegetativnem živčevju in v živalskem živčevju, na katerega se fiziološko veže acetilholin. Nahajajo se v avtonomnih ganglijih, motoričnih ploščicah ter osrednjem živčevju.
Spadajo med ionotropne receptorje, saj so neposredno povezani z ionskim kanalčkom, za razliko od metabotropnih receptorjev, kjer je za to potreben sekundarni obveščevalec. Gre za najbolj preučevano vrsto ionotropnih receptorjev.
Tako kot druga vrsta acetilholinskih receptorjev, muskarinski receptorji, se tudi na nikotinske receptorje veže živčni prenašalec acetilholin. Poimenovani so po nikotinu, ki se lahko prav tako veže na te receptorje in jih aktivira, med tem ko lahko muskarinske receptorje aktivira muskarin.
Pri žuželkah je holinergični sistem vezan na osrednje živčevje, 
medtem ko je pri sesalcih prisoten tako v osrednjem kot obkrajnem živčevju. 

## Zgradba
Nikotinski receptorji imajo molekulsko maso 29 kDa in so zgrajeni iz 5 podenot, razvrščenih somerno okoli osrednjega ionskega kanalčka. Vsaka podenota sestoji iz 4 transmembranskih domen, katerih in N- in C-konec se nahajata znotraj celice. Določene podobnosti si delijo z receptorji GABAA, glicinskimi receptorji in serotoninskimi receptorji tipa 3, ki so vsi ionotropni receptorji.
Pri vretenčarjih nikotinske receptorje na splošno razvrščajo v dva podtipa, in sicer glede na mesto njihovega izražanja: 
mišični in živčni tip. Nikotinski receptorji mišičnega tipa se nahajajo v motorični ploščici in so bodisi v zarodni obliki (sestavljeni iz podenot α1, β1, δ in γ v razmerju 2:1:1:1) ali v odrasli obliki (sestavljeni iz podenot α1, β1, δ in ε v razmerju 2:1:1:1).  Živčni nikotisnki receptorji zajemajo številne homomerne in heteromerne kombinacije 12 različnih podenot: od α2 do α10 in od β2 do β4. Primeri živčnih nikotinskih receptorjev so: (α4)3(β2)2, (α4)2(β2)3 in (α7)5.  Pri obeh podskupinah so posamezne podenote med seboj sorodne, zlasti v svojih hidrofobnih regijah.

## Vezava
|             | Mišični tip                                                   | Živčni tip                                                        |
| ----------- | ------------------------------------------------------------- | ----------------------------------------------------------------- |
| Agonisti    | acetilholin karbamilholin suksametonij dekametonij            | acetilholin karbamilholin nikotin lobelin citizin epibatidin DMPP |
| Antagonisti | tubokurarin pankuronij atrakurij vekuronij bungarotoksin alfa | trimetafan mekamilamin heksametonij                               |

Ionski kanalček nikotinskega receptorja je od liganda odvisni ionski kanalček, kar pomeni, da se mora na receptor za odprtje kanalčka vezati ustrezna spojina, t. i. ligand. Poleg endogenega (telesu lastnega) liganda acetilholina obstajajo še drugi agonisti nikotinskih receptorjev, ki sprožijo nikotinski učinek: dekametonij (se uporablja kot močno sredstvo za depolarizacijo živčno-mišičnih stikov (motoričnih ploščic), na avtonomne ganglije pa sicer deluje kot šibek antagonist), epibatidin (snov, pridobljena iz kože določene južnoameriške vrste žab, deluje kot močan in selektiven agonist na živčne nikotinske receptorje) ... Poznani so tudi antagonisti, na primer bungarotoksin alfa (blokira nikotinske receptorje v živčno-mišičnih stikih že v nizkih koncentracijah, nima pa učinka na avtonomno živčevje) in mekamilamin ( blokira živčne nikotinske receptorje, ne pa tudi mišičnih).
V živčnih nikotinskih receptorjih se vezavno mesto za ligand na površini podenot α in γ ali δ (ali med dvema podenotama α pri homomernih oblikah receptorjev) v zunajlični domeni blizu N-konca. Ko se agonist veže na vezavno mesto, se vse podenote konformacijsko spremenijo in ionski kanalček se odpre. Pri tem nastane odprtina v premeru 0,65 nm.

## Odprtje kanalčka
Nikotinski receptor predstavlja neselektiven kationski kanalček, kar pomeni, da lahko membrano po odprtju kanalčka prehajajo različni pozitivno nabiti ioni. Prepusten je za Na+ in K+, nekatere kombinacije podenot pa omogočajo prehod tudi Ca2+.
Za kalcijeve ione Ca2+ so prepustni nekateri živčni nikotinski receptorji, kar lahko sproži sproščanje drugih živčnih prenašalcev. Kanalček se odpre hipoma in ostaja načeloma odprt, dokler agonist ostaja vezan na vezavno mesto, kar običajno traja okoli 1 milisekundo. V redkih primerih pa se lahko kanalček spontano zapre kljub vezavi acetilholina ali pa se kljub odsotnosti liganda odpre. Zato vezava acetilholina zgolj poveča verjetnost odprtja kanalčka; več acetilholina se veže na receptor, večja je verjetnost, da se bo kanalček odprl.
Če je na nikotinski receptor vezan kačji strup nevrotoksin alfa, se nanj acetilholin ne more vezati. Nevrotoksini alfa so antagonisti, ki se močno nekovalentno vežejo na mišične nikotinske receptorje in preprečijo vezavo in delovanje acetilholina na postsinaptično membrano. Zaradi blokade prehajanja ionov povzročijo ohromelost in nato smrt. Nikotinski receptorji vsebujejo dve vezavni mesti za kačje nevrotoksine. Preučevanje dinamike vezave ligandov na nikotinske receptorje je težavno, vendar so novejše študije z uporabo modela lastnega nihanja doprinesle pomoč pri napovedovanju narave mehanizmov vezave tako kačjih toksinov kot acetilholina na nikotinske receptorje. Nakazujejo, da je za odprtje kanalčka bistven premik v obliki zanihljaja, ki se pojavi ob vezavi acetilholina na receptor, in da ena ali dve molekuli bungarotoksina alfa ali drugega dolgoverižnega nevrotoksina alfa zadoščata, da se ta premik zgodi. Toksini naj bi zaklenili med seboj sosednji podenoti, kar prepreči zanihanje podenot ob vezavi acetilholina in s tem odprtje kanalčka.

## Učinki
Po vezavi acetilholina na nikotinske receptorje pride do odprtja ionskih kanalčkov in posledično do depolarizacije in sprožitve ekscitacijskega postsinaptičnega potenciala, kar omogoči prenos dražljaja iz enega živca na drugega (v ganglijih) oziroma iz živca na mišično celico (v živčno-mišičnem stiku). Nikotinski učinki acetilholina, ki jih lahko opazujemo pri aplikaciji velikega odmerka acetilholina po predhodni blokadi muskarinskih receptorjev z atropinom, so posledica delovanja na avtonomne ganglije (simpatično in parasimpatično živčevje), živčno-mišične stike hotnih mišic in sredico nadledvičnice. Avtonomni gangliji in hotne mišice so stimulirani. Zaradi stimulacije simpatikusa in posledične vazokonstrikcije pride do porasta krvnega tlaka. Na drugem koraku povišanje krvnega tlaka povzroči sproščanje adrenalina iz sredice nadledvičnice.